# رفعت قسيس
رفعت قسيس هو ناشط فلسطيني في مجال حقوق الإنسان والسياسة والمجتمع، تم اعتقاله وسجنه عدة مرات من قبل إسرائيل. ولد في بيت ساحور لعائلة مسيحية فلسطينية، أسس في عام 1991 القسم الفلسطيني للمنظمة الدولية لحقوق الطفل، الحركة العالمية للدفاع عن الأطفال، وفي عام 2005 انتخب رئيساً للحركة الدولية.
في أكتوبر 2008، أعيد انتخابه رئيساً لفترة أخرى. وفي عام 2014 أنهى عمله كمدير عام لمنظمة الدفاع عن الأطفال في فلسطين وانتقل مؤقتاً إلى الأردن لقيادة برنامج الاتحاد اللوثري العالمي هناك.

## حياته المهنية
في عام 1995 ساعد رفعت عودة قسيس في إنشاء برنامج إعادة تأهيل في الشيشان يستهدف الأطفال الشيشان الذين أصيبوا بجروح وصدمات في الحرب. في عام 1995، شارك في تأسيس مجموعة السياحة البديلة، وهي منظمة غير حكومية فلسطينية متخصصة في الجولات والحج. في عام 1996 غادر فلسطين للعمل في آسيا الوسطى لعدة سنوات، وساعد في تطوير قطاع المنظمات غير الحكومية هناك. في عام 2003، شارك في تأسيس مبادرة الدفاع عن فلسطين المحتلة ومرتفعات الجولان السورية، وهي شبكة تعمل على المساهمة في إنشاء حركة اجتماعية والدعوة إلى إنهاء الاحتلال الإسرائيلي لفلسطين ومرتفعات الجولان. في عام 2005 انضم إلى مجلس الكنائس العالمي في جنيف لإدارة برنامج المرافقة المسكونية في فلسطين وإسرائيل. في عام 2008 أصبح عضوًا في مجلس إدارة مركز المعلومات البديلة.
هو أحد المؤلفين والمنسق العام لكايروس فلسطين وهي كلمة المسيحيين الفلسطينيين للعالم عما يحدث في فلسطين.

## أعماله المنشورة
ساهم قسيس في تأليف ونشر العديد من المقالات والدراسات والأبحاث. في عام 2006 نشر كتابه الأول بعنوان " فلسطين: جرح نازف في ضمير العالم". في عام 2011 نشر كتابه الثاني بعنوان "كايروس من أجل فلسطين". كما صدر له العديد من الكتب بلغات مختلفة منها:

### باللغة الإنجليزية
- من الصراع الطائفي إلى النضال العالمي- العدالة للشعب الفلسطيني نُشرت عام 2004.[4]
- سوف تسقط بابيلون: الإمبراطورية ومملكة الله - التحديات التي تواجه البعثة المسيحية. صادر عن ندوة  إيفانجيليكو تيولجيا، ماتانزاس، كوبا عام 2006.
- المجتمع المسيحي، الحقائق والأرقام والاتجاهات، نشر بالاشتراك مع متري الراهب ورانيا القص عام 2008.[5]
- تاريخ حقوق الطفل في العمل. نُشرت في جنيف عام 2009.
- متحدون في النضال ضد الاستعمار والاحتلال والعنصرية الإسرائيلية. نُشرت عام 2009.
- كايروس من أجل العدالة العالمية بقلم البطريرك ميشال صباح. نُشرت بواسطة كايروس فلسطين عام 2012.
- جيل فلسطين- أصوات من حركة المقاطعة وسحب الاستثمارات وفرض العقوبات. حرره ريتش ويلز وأرسله رئيس الأساقفة ديزموند توتو. نُشر بواسطة دار بلوتو للنشر بلندن عام 2013.
- لاهوت السياحة، صادر عن مجلس شيوخ جامعة سيرامبور في الهند عام 2013.

### باللغة العربية
- الربيع العربي والمسيحيون في الشرق نُشر بواسطة ديار، عام 2012.

### باللغة الهولندية
- Liber Amicorum- Kinderrechten Beginnen Thuis[6]